# Аргалей (Иркутская область)
Аргалей (бур. Аргали) — опустевшая деревня в Аларском районе Усть-Ордынского Бурятского округа Иркутской области. Входит в муниципальное образование «Табарсук».

## Географическое положение
Территория деревни находится примерно в 25 км от районного центра.

## Происхождение названия
Аналогичный топоним в Забайкальском крае объясняется бурятским аргали (аргалы) — «дикий горный баран». В настоящий момент данное животное на этой территории полностью истреблено.

## Население
| 2002 | 2010 | 2011 | 2012 |
| ---- | ---- | ---- | ---- |
| 26   | ↘0   | →0   | →0   |